# 中村麗乃
中村麗乃（日语：／ Nakamura Reno，2001年9月27日—）是日本女藝人，為女子偶像团体乃木坂46前成员，東京都出身。2016年以乃木坂46三期生身分出道。2025年6月26日自乃木坂46畢業，以演員為活動重心。

## 經歷
2001年9月27日，中村出生于东京都。小时候很活潑，即使在寒冷的天气里也能玩耍。小学三年级时，AKB48在学校很流行，大家在唱《無限重播》，这就是她爱上了AKB48的原因，其中特別喜歡島崎遙香。在那之后，她对时尚产生了兴趣并开始阅读《nicola》，崇拜著在那里担任模特的古畑星夏，也想成为杂志的模特。
2014年，參加TOP COAT徵選。8月，入围决選。11月2日，参加最終决選，但未獲得奖项。
2015年，看到了與自己同年的櫸坂46的平手友梨奈，感受到完全不一樣的偶像風格，後來觀看了《櫸字，會寫嗎？》後知道了乃木坂46，并崇拜成員齋藤飛鳥。當时憧憬著偶像這個職業，但又不想成為偶像。
2016年1月31日，參加「第3回CONOMi制服大賞」並得到最佳上鏡獎。7月1日，加入索尼音樂新人發掘培養部門「SD組」新組成的女子戲劇團體「演劇少女☆Future」（演劇ガール☆フューチャ），並参加8月27日、28日的首次公演。後來知道了乃木坂三期生徵選，想著「如果沒參加會後悔」就報名了。9月4日，通过乃木坂46三期生徵選。合格發表後，於LINE LIVE《乃木坂46三期生決定特輯》中進行實況直播，開始在乃木坂46的活動。並於出版社合作特別企劃中，獲得《an・an》特別獎。除此之外，她也參加講談社主辦的「Miss iD 2017」，並成為130名準決賽入圍者之一（然而，由於加入了乃木坂46，她隨後辭退了後續的審查）。12月10日，在日本武道館举行的「3期生見面會」中首次公開亮相。12月19日，乃木坂463期生部落格开通，由12名成員每人每天輪流發表一篇文章，中村从12月26日起每12天写一篇博客。
2017年2月2日至12日，3期生舉行為期15場的《3人的主角》公演，中村出演了14次 。其中四次参加了第二幕，并演出了三个角色。3月，從中學畢業。5月9日至14日，出演乃木坂46三期生單獨公演。
2018年2月22日，中村在乃木坂46官方網站的個人部落格開通。
2019年1月，首次單獨出演舞台劇《逆轉裁判～逆轉的GOLD MEDAL～》，並飾演女主角綾里真宵。
2020年3月，從高中畢業。 
2021年9月27日，在20歳當天，開設個人Instagram帳號。
2022年12月7日發行的乃木坂46第31張單曲《不存在於此的事物》的Under曲《壞成份》
中首次擔任Center。
2023年4月至5月，在舞台劇《Endless SHOCK》及其衍生版《Endless SHOCK -Eternal-》中飾演女主角莉卡。8月23日，在乃木坂46第33張單曲《獨自一人的天堂》中首次成為選拔成員。
2025年2月28日，於乃木坂46官網的個人部落格中宣布畢業。6月26日，於東京HULIC HALL舉行畢業典禮，正式從乃木坂46畢業，結束約9年的偶像生涯。6月27日，在乃木坂46官網上發布最後一篇部落格。7月25日，中村位於乃木坂46官網內的個人部落格正式關閉。

## 人物
中村的暱稱為Reno醬（れのちゃん）。家中有一个比他小五岁的弟弟。
最喜欢的食物是巧克力、糖果和果乾。讨厌西葫芦、梅干等食物。討厭蜘蛛。最喜欢的颜色是白色。最喜欢的花是郁金香。最喜欢的歌曲是卡莉怪妞的《問題女孩》。最喜欢的电影是《千与千寻》。最喜欢的时尚品牌是Ank Rouge、Honey Cinnamon、LIZ LISA。
興趣是听音乐。
他的特长是橫笛和日本鼓。横笛也在見面會上表演過。
在乃木坂46崇拜的成员是齋藤飛鳥。
最喜欢的乃木坂46歌曲是《忘記悲傷的方法》和《第幾次的藍天？》。

## 音樂作品
- 標註「★」符號表示該首歌曲有拍攝MV。

### 單曲
乃木坂46
|      | 發行日期       | 單曲名稱              | 參與歌曲名稱           | MV | 備註     |
| ---- | -------------- | --------------------- | ---------------------- | -- | -------- |
| 17th | 2017年3月22日  | 大影響家              | 第三陣風               | ★  | 出道作品 |
| 18th | 2017年8月9日   | 蜃景                  | 未來的答案             | ★  |          |
| 19th | 2017年10月11日 | 及時行事              | 我的衝動               | ★  |          |
| 20th | 2018年4月25日  | 同步巧合              | 全新的世界             | ★  |          |
| 20th | 2018年4月25日  | 同步巧合              | 心動不已               | ★  |          |
| 21st | 2018年8月8日   | 以自我為中心！        | 三角空地               | ★  |          |
| 21st | 2018年8月8日   | 以自我為中心！        | 感覺不像自己           |    |          |
| 22nd | 2018年11月14日 | 想繞遠路回家          | 日常                   | ★  |          |
| 23rd | 2019年5月29日  | Sing Out!             | 飛機跑道               | ★  |          |
| 24th | 2019年9月4日   | 黎明來臨前無須逞強    | 〜Do my best〜沒有意義 | ★  |          |
| 25th | 2020年3月25日  | 幸福的保護色          | 每天都是Brand new day  | ★  |          |
| 26th | 2021年1月27日  | 我會喜歡上自己的      | 言過其實的KISS         | ★  |          |
| 27th | 2021年6月9日   | 對不起Fingers crossed | 生鏽的羅盤             | ★  |          |
| 27th | 2021年6月9日   | 對不起Fingers crossed | 不受大人們的指示       |    |          |
| 28th | 2021年9月22日  | 被你罵了              | 機關槍雨               | ★  |          |
| 28th | 2021年9月22日  | 被你罵了              | 如果心是透明的         | ★  |          |
| 28th | 2021年9月22日  | 被你罵了              | 熟悉的陌生人           |    |          |
| 29th | 2022年3月23日  | Actually…             | 就算我不明白...        | ★  |          |
| 29th | 2022年3月23日  | Actually…             | 有價值的東西           | ★  |          |
| 30th | 2022年8月31日  | 喜歡是件搖滾的事！    | Under's Love           | ★  |          |
| 30th | 2022年8月31日  | 喜歡是件搖滾的事！    | 朝著我拍手的方向       | ★  |          |
| 31st | 2022年12月7日  | 不存在於此的事物      | 壞成份                 | ★  | Center   |
| 31st | 2022年12月7日  | 不存在於此的事物      | 甜蜜的證據             |    |          |
| 32nd | 2023年3月29日  | 人們終將再度追夢      | 漣漪不復返             | ★  |          |
| 32nd | 2023年3月29日  | 人們終將再度追夢      | 我們的道別             | ★  |          |
| 33rd | 2023年8月23日  | 獨自一人的天堂        | 獨自一人的天堂         | ★  | 選拔     |
| 33rd | 2023年8月23日  | 獨自一人的天堂        | 某人的肩膀             |    |          |
| 34th | 2023年12月6日  | Monopoly              | 回憶無法止息           | ★  |          |
| 35th | 2024年4月10日  | 機會平等              | 機會平等               | ★  | 選拔     |
| 36th | 2024年8月21日  | 放縱日                | 遺落之物               | ★  |          |
| 37th | 2024年12月11日 | 步道橋                | 直到那時的猶豫         | ★  |          |
| 38th | 2025年3月26日  | 臍橙                  | 懷念之情的前方         | ★  |          |

其他
| 發行日期                                    | 單曲名稱       | 參與歌曲名稱 | MV | 備註         |
| ------------------------------------------- | -------------- | ------------ | -- | ------------ |
| 2020年6月17日（日本） 2020年6月24日（海外） | 世界中的鄰居啊 | —            | ★  | 下載限定歌曲 |

### 專輯
乃木坂46
|        | 發行日期       | 專輯名稱         | 參與歌曲名稱     | 備註 |
| ------ | -------------- | ---------------- | ---------------- | ---- |
| 3rd    | 2017年5月24日  | 最初的夢想       | 回憶優先         |      |
| 3rd    | 2017年5月24日  | 最初的夢想       | 指定溫度         |      |
| 4th    | 2019年4月17日  | 直到此刻化成回憶 | 即刻〜殘美傳説〜 |      |
| 精選輯 | 2021年12月15日 | Time flies       | Hard to say      |      |

## 演出

### 电视剧
- 残美（2019 年1月24日－3 月28日，日本電視台）：飾演　椎名真琴 [53]
- RoOT（2024年4月3日－6月5日，東京電視台）：飾演 二階堂瑠衣（二階堂ルイ）[54]

### 網絡劇
- Love Sharing（2022年3月27日－6月5日，光TV（日语：ひかりTV））：飾演 泉原由衣（主演）[55][56][57]

### 舞台劇
- 舞台剧《逆转裁判》系列：飾演 绫里真生[30]
  - 逆转裁判～逆转的GOLD MEDAL～（2019年1月16-21日，1010劇場） [30]
  - 逆转裁判～逆转裁判平行世界～（2021年5月13日－23日，1010劇場） [58]
- 音樂劇「SUPERHEROISM」
  - 初演（2020年3月14日－15日，梅田艺术剧场 剧场戏剧城/3月20日－29日，品川王子大飯店Club eX[60] ） [61]
  - 再演（2021年6月18日－25日，日本青年会馆/2021年7月3日－4日，COOL JAPAN PARK OSAKA WW會館） [62]
- 音乐剧（2021年10月6日－24日，Bunkamura 蠶繭劇院／11月11日－14日，森之宮Piloti Hall）：飾演 [63]
- 黎明之歌（2022年1月13日－16日，涩谷區文化中心 大和田樱花厅）：飾演 千加子[64] [67]
- Endless SHOCK・Endless SHOCK -Eternal-（帝國劇場）：飾演 莉卡（女主角）
  - （2023年4月9日－5月31日）[68]
  - （2024年4月11日－5月31日）[69]
- THE BEST New HISTORY COMING（2025年2月23日－24日，帝國劇場）[70]
- 音樂劇「吸血鬼之舞」（2025年5月10日－31日，東京建物 Brillia HALL／6月7日－15日，御園座／ 7月4日－12日，梅田藝術劇場／7月19日－30日，博多座）：飾演 Sarah[71][72]

## 備註

## 外部連結
- 中村麗乃的Instagram帳戶（2021年9月27日－）（日語）

乃木坂46時期
- 乃木坂46個人介紹頁（日語）
- 中村麗乃 官方部落格 - 乃木坂46官方網站（2018年2月22日－2025年7月25日）（日語）
- 中村 麗乃（乃木坂46）的SHOWROOM專頁（页面存档备份，存于）（日語）